# Gelting Kirke
Gelting Kirke er en kirkebygning i byen Gelting på halvøen Angel i Sydslesvig i den nordtyske delstat Slesvig-Holsten. Kirken er sognekirke i Gelting Sogn. Den er viet Katharina af Alexandria.
Kirken er oprindeligt bygget som enskibet og firkantet gotisk murstenskirke. I 1600-og 1700-tallet blev kirken flere gang ombygget, hvor den fik sit senbarokke og nyklassicistiske udseende. Inde har kirken fladt bjælkeloft i skib, mens koret er hvælvet. Relieffet i korsgangen og korsfæstelsen i altervæggen er udført i Claus Bergs værksted i Odense omkring 1525. Den pragtfulde udskårne trædøbefont i bruskbarokstil er fra 1653. Det menes at være et arbejde af billedskærer Hans Gudewerdt den Yngre. Prædikestolen er fra omkring 1639. Våbenhuset mod syd er fra 1640 og kapeltilbygningen mod nord er fra 1674. Det firkantede klokketårn af træ blev rejst i 1729. Kirkens præstegård i bindingsværk fra 1733 tjener nu som menighedslokaler.
Kirken er beliggende ved sognets vestlige grænse. En ny begravelsesplads udenfor Gelting by blev indviet den 9. maj 1839, men da den 1862 var afbenyttet, blev den gamle igen taget i brug.
Ifolge et lokalt folkesagn skulle kirken have to klokker, men ved udskibningen tabte de en af dem ved Sliens munding, når siden den lille klokke i Gelting ringer, kan byen tydelig høre, at den siger Min mag ligger i æ Minn (→Min mage ligger i mundingen)
Menigheden hører under den lutherske nordtyske landskirke, tidligere den nordelbiske kirke. I den danske periode før den 2. Slesvigske krig var kirkesproget blandet dansk-tysk.
- Våbenhuset ved sydmuren, bemærk kirkens eneste bevarede gotiske vindue
- Det klassicistiske kirkerum
- Alteret
- Prædikestolen fra 1650
- Døbefontens himmel illustrerer Jesu dåb, flankeret af engle
- Klokkestabel (klokkehus) foran kirken